# James Mitchel
James Sarsfield Mitchel, detto Jim (Emly, 30 gennaio 1864 – New York, 3 luglio 1921), è stato un martellista, discobolo e tiratore di fune statunitense.

## Biografia
Ha partecipato ai Giochi olimpici di St. Louis del 1904, dove ha gareggiato con la società del New York Athletic Club nella competizione del tiro alla fune. In questo evento la squadra statunitense giunse al quarto posto, poiché, dopo la sconfitta nella finale per la medaglia d'oro, ad opera del Milwaukee Athletic Club, non si presentò alla finale per l'assegnazione della medaglia d'argento.
Nella stessa edizione ha anche gareggiato nelle gare di atletica leggera del lancio del martello con maniglia (25,4 kg), vincendo la medaglia di bronzo, del lancio del disco, giungendo al sesto posto, e del lancio del martello, dove ha conquistato la quinta posizione.

## Palmarès
In carriera ha conseguito i seguenti risultati:
- Giochi olimpici

St. Louis 1904: bronzo nel lancio del martello con maniglia (25,4 kg).